# Leslie Cliff
Leslie Cliff , później Tindle (ur. 11 maja 1955 w Vancouver) – kanadyjska pływaczka. Srebrna medalistka olimpijska z Monachium.
Specjalizowała się w stylu zmiennym. Zawody w 1972 były jej jedynymi igrzyskami olimpijskimi. Zajęła drugie miejsce na dystansie 400 metrów zmiennym. W 1971 była multimedalistką igrzysk panamerykańskich (3 złote – w tym 200 i 400 m zmiennym, 2 srebrne krążki). W 1974 sięgnęła po złoto na dystansie 200 i 400 metrów zmiennym na Commonwealth Games.